# Минбер
Минбер, често и Мимбер (арап. منبر), простор је у џамији где имам (вођа молитве) стоји за време хутбе.

## Функција минбера
Минбер је у потпуности по својој функционалности говорница. Као што је пракса и код класичних говорница, минбер је издигнуто место, како би се осигурало да се говорник довољно јасно чује у свим крајевима џамије. Такође, његова висина доприноси бољој видљивости предавача од стране слушача.

## Изглед минбера
Минбер је обично облика малог торња са степеницама које воде до њега. Често је препун орнамената и богато украшен. Првобитни минбери су били обична дрвена постоља са 3 степеника, но временом је постао саставни знак исламске архитектонске препознатљивости. Данашњи минбери у Босни и Херцеговини имају 12 степеница, што одговара турској традицији.

## Позиција минбера
Минбер је позициониран десно од михраба, места које означава смер молитве, тј. смер Ћабе према којој се муслимани у молитви окрећу. Такође, обичај је да је и минбер окренут у смеру Ћабе.